# كيت شورتلاند
كيت شورتلاند (بالإنجليزية: Cate Shortland) (و. 1968  م) هي مخرجة أفلام، وكاتبة سيناريو، ومخرجة تلفزيونية أسترالية.

## وصلات خارجية
- كيت شورتلاند على موقع IMDb (الإنجليزية)
- كيت شورتلاند على موقع قاعدة بيانات الأفلام العربية
- كيت شورتلاند على موقع ألو سيني (الفرنسية)
- كيت شورتلاند على موقع أول موفي (الإنجليزية)
- كيت شورتلاند على موقع قاعدة بيانات الأفلام السويدية (السويدية)
- كيت شورتلاند على موقع قاعدة بيانات الفيلم (الإنجليزية)
- كيت شورتلاند على موقع كينوبويسك (الروسية)